# پیوس هشتم
پاپ پیوس هشتم (به انگلیسی: Pius VIII) یکی از پاپ‌های کلیسای کاتولیک رم بود که در ایتالیا به دنیا آمد و از ۱۸۲۹ تا ۱۸۳۰ میلادی پاپ بود.